# Соарес да Силва, Луис Эдуардо
Луис Эдуардо Соарес да Силва (порт. Luis Eduardo Soares da Silva, более известный, как Куябано порт. Cuiabano; род. 16 февраля 2003, Куяба) — бразильский футболист, защитник клуба «Ботафого».

## Клубная карьера
Куябано — воспитанник клуба «Гремио». 18 февраля в поединке Лиги Гаушо против «Сан-Луиша» игрок дебютировал за основной состав. 21 мая в матче против «Интернасьонала» он дебютировал в бразильской Серии A. 27 мая в поединке против «Атлетико Паранаэнсе» игрок забил свой первый гол за «Гремио». 
В 2024 году Куябано перешёл в «Ботафого». 14 апреля в матче против «Васко да Гама» он дебютировал за новый клуб. 16 июня в поединке против своего бывшего клуба «Гремио» игрок забил свой первый гол за «Ботафого». 